# عین‌آباد (قلعه آقابیک)
قلعه آقابیک، شهرکی از توابع بخش مرکزی شهرستان تویسرکان در استان همدان ایران است.

## جمعیت
این شهرک در دهستان حیقوق نبی قرار دارد و براساس سرشماری مرکز آمار ایران در سال ۱۳۸۵، جمعیت آن ۱٬۳۸۸ نفر (۳۹۰خانوار) بوده‌است.